# ランカティラカ寺院
ランカティラカ寺院（Lankatilaka Temple）はスリランカ中部州キャンディ郊外に位置する寺院。
キャンディ郊外にある古寺の一つで、1344年に作られたレンガ造りの白亜の寺院である。堂内には300年以上前の壁画がある。